# Open Eyes Economy Summit
Open Eyes Economy Summit (OEES) – międzynarodowy szczyt ekonomiczny odbywający się w Krakowie od 2016 roku, gromadzący uczestników ze świata nauki, ekonomii, kultury i polityki. Kongres jest poświęcony ekonomii opartej na wartościach społecznych. Pomysłodawcami wydarzenia są Jerzy Hausner i Mateusz Zmyślony.

## Idea
W 2014 roku Jerzy Hausner i Mateusz Zmyślony stworzyli koncepcję o nazwie Open Eyes Economy, podejmując próbę zbudowania teoretycznych podstaw nowej filozofii prowadzenia biznesu. Open Eyes Economy to ruch koncentrujący się na wartościach, przy czym wartości ekonomiczne są tylko jednymi z wielu. Wartości niematerialne (np. design, zaangażowanie społeczne, odpowiedzialność ekologiczna), które dotychczas miały drugorzędne znaczenie, stają się dla marek coraz bardziej istotne. W dobie kryzysu społecznego zaufania do biznesu marki powinny uczynić z nich cel swojego istnienia. Gdy tak się stanie, firma może być nazywana „firmą-ideą”, a marka określana jako „marka-kultura”. Jednym z podstawowych założeń ekonomii otwartych oczu jest przekonanie, że w refleksji nad gospodarką zanadto skupiono się na interesach, transakcjach i pomnażaniu kapitału, odrzucając myślenie w kategoriach porządku aksjonormatywnego. Open Eyes Economy wyrasta z poczucia upadku związanego z wyczerpywaniem się surowców, katastrof ekologicznych, zmian klimatu i niepokojów społecznych wywołanych rozwarstwieniem majątkowym i zderzeniem kultur. Wszystko to staje się impulsem do pracowania nad nową, opartą na poszukiwaniu i wytwarzaniu wartości w obrębie struktur i organizacji, ścieżką – taką, „która pozwoli nam zachować świat w niezniszczonym stanie i rozwijać go”. Działania twórców Open Eyes Economy zmierzają do zaangażowania jak największej liczby przedstawicieli rozmaitych grup zawodowych w dyskusję nad tymi problemami – zapewniając twórczą różnorodność, która umożliwia przeprowadzenie niezbędnych zmian.

## Formuła
OEES odchodzi od formuły tradycyjnego kongresu w kierunku form otwartych i interaktywnych. Zrezygnowano z konwencjonalnych paneli dyskusyjnych na rzecz sesji inspiracyjnych, living case studies (tj. inspirujących studiów przypadków z całego świata) oraz intelektualnych bitew inspirowanych pojedynkami raperów (ang. slam battles), w ramach których ścierają się ze sobą osoby o różnych punktach widzenia. Nad merytoryczną koncepcją kongresu czuwa rada programowa składająca się z przedstawicieli świata nauki, władz samorządowych i biznesu.
Od roku 2020 Kongres Open Eyes Economy odbywa się w formule hybrydowej, co oznacza, że jest organizowany stacjonarnie w Krakowie, a także online, aby każdy zainteresowany niezależnie od miejsca pobytu mógł wziąć udział w wydarzeniu.

## Edycje

### OEES 2016
Na pierwszą edycję kongresu złożyło się ok. 50 wystąpień, w których uczestniczyli prelegenci z całego świata. Byli wśród nich: prof. dr hab. Adam Daniel Rotfeld, Danuta Hübner, Anna Palacio, Premier Włodzimierz Cimoszewicz oraz przedstawiciele największych światowych firm. Dyskusja toczyła się wokół bloków tematycznych zatytułowanych: firma-idea, miasto-idea i marka-kultura. W ramach kongresu miały miejsce wydarzenia kulturalne, m.in. koncert pt. Dziady kompozytora i pianisty jazzowego Piotra „Pianohooligana” Orzechowskiego z kwartetem High Definition, koncert Wojciecha Waglewskiego z zespołem oraz koncert muzyki jazzowej w wykonaniu Piotra Domagały i Kwartetu Śląskiego.

### OEES 2017
Druga edycja kongresu odbyła się w dniach 14–15.11.2017. W Krakowie spotkało się 180 prelegentów z ponad 25 krajów. Byli wśród nich: Robert Biedroń, Elżbieta Bieńkowska, Jerzy Owsiak czy Günter Verheugen. Debatowano w blokach: firma-idea, marka-kultura, miasto-idea, człowiek – praca. Tym razem położono nacisk na rolę inicjatyw oddolnych, tworzących wyspy i archipelagi poglądów i idei oddziałujących na gospodarkę i kulturę. Blok człowiek – praca związany był z przyszłością rynku pracy oraz oczekiwaniami, jakie mają pracodawcy i pracownicy. Blok marka-kultura poświęcono sprawiedliwemu handlowi – udowodniono, że Fairtrade to już nie tylko znak umieszczany na produktach, ale międzynarodowy społeczny i ekonomiczny ruch zmieniający relacje między firmami, ich dostawcami i klientami. Tradycyjnie ważne miejsce w obradach zajął ład międzynarodowy. Wśród wydarzeń towarzyszących znalazły się wystawy i projekcje filmowe oraz oryginalny spektakl Chopin bez fortepianu.

### OEES 2018
Trzecia edycja kongresu odbyła się 20–21.11.2018 r. Wzięło w niej udział niemal 200 mówców oraz 2500 uczestników. Wszystko po to, aby rozmawiać o zrównoważonym rozwoju, inspirować oraz wymieniać się wiedzą i doświadczeniami. Rozważania trzeciej edycji kongresu toczyły się wokół pięciu bloków tematycznych: firma-idea, marka – kultura, miasto-idea, człowiek – praca oraz ład międzynarodowy.
Wśród mówców Open Eyes Economy Summit 3 byli m.in.: Luca Jahier, prof. Jacqueline Cramer, prof. Shalini Randeria, prof. Jacek Purchla, Adam Bodnar, David Briggs, Jennifer Morgan, prof. Zhu Wenyi, Janina Ochojska, David Černý oraz Tomáš Sedláček.
W ramach sesji specjalnej „Mała czarna wielka sprawa” wyemitowano film o łańcuchu dostaw i produkcji kawy w Rwandzie The Second Sunrise. Coffee and Rwanda w reżyserii Karola Kowalskiego wyprodukowany przez Fundację GAP.
Wśród wydarzeń towarzyszących odbyły się: koncert Mów Spokojniej – Zagajewski & Pawlik, spektakl Bursztynowe Drzewo, happening Cecylii Malik – Artysta zmienia świat, wystawa Przestrzeń dla sztuki. Franciszek Bunsch, wystawa fotografii Fantazje krakowskie Ryszarda Horowitza.

### OEES 2019
Czwarta edycja Open Eyes Economy Summit odbyła się 18 i 19 listopada w Krakowie, zgromadziła w dawnej stolicy Polski ponad 3000 gości oraz 200 mówców. Część merytoryczna kongresu składała się z czterech bloków tematycznych: FIRMA-IDEA, MARKA – KULTURA, MIASTO-IDEA, ŁAD MIĘDZYNARODOWY. Rozmowy oraz wystąpienia podczas Open Eyes Economy Summit 4 dotyczyły takich tematów jak: „Świat (bez) pracy”, „FIRMA-IDEA jako fabryka wiedzy: kompetencje gospodarki cyfrowej”, „Overtourism”, „Sprawiedliwość terytorialna w relacji miasto – wieś”, „Odpowiedzialne marki kontra misselling i konsumeryzm”, „Kultura jako sposób wyjścia z kryzysu”.
Podczas czwartej odsłony Kongresu uczestnicy mieli okazję wysłuchać m.in.: Alberto Acosty, ks. Adama Bonieckiego, prof. Jerzego Bralczyka, Nancy Githaiga, Subindu Garkhel, Szymona Hołowni, Thomasa Keneally’ego, prof. dr hab. Szymona Malinowskiego, abp Grzegorza Rysia, Magdaleny Środy czy prof. Davida Throsby’ego.
W ramach sesji inspiracyjnej „Overtourism – jak poradzić sobie z klęską obfitości?” odbyła się premiera filmu dokumentalnego „Overtourism” w reżyserii Michała Materny. Na przykładzie Amsterdamu przedstawia on problemy współczesnej turystyki. Producentem jest Fundacja GAP.
Wydarzeniu po raz kolejny towarzyszył Open Eyes Festival promujący projekty artystyczne, w ramach którego można było uczestniczyć w wystawie „Wiesław Dymny. Jestem ranny człowiek. Pisarz, malarz, aktor”, a także wziąć udział w wyreżyserowanym przez Krzysztofa Maternę spektaklu pt. „Dymny” poświęconym życiu i twórczości tego krakowskiego artysty. Jedną z części OE Festivalu była również sesja specjalna „Artysta zmienia świat” z udziałem Maurycego Gomulickiego, towarzyszyła jej prezentacja wybranych prac artysty. Odbyły się również wystawa Ryszarda Otręby „Przestrzeń dla sztuki” i projekcja filmu „Klątwa obfitości” Ewy Ewart połączona ze spotkaniem z autorką oraz Alberto Acostą.

### OEES 2020
Kongres Open Eyes Economy Summit 5 został nagrodzony w dwóch konkursach: MP Power Awards, w kategorii „Kongres online” oraz Conventa Best Event Award w kategorii „Nagroda Publiczności” oraz zajął drugie miejsce w kategorii „Digital events”.

### OEES 2021
Szósta edycja Open Eyes Economy Summit odbyła się w formule hybrydowej, w dniach 16–17 listopada 2021. Uczestnicy mogli wziąć udział w wydarzeniu w Krakowie lub przed ekranami swoich komputerów, w domowym zaciszu. W 83 panelach dyskusyjnych wzięło udział 250 prelegentów, którzy rozmawiali na temat potrzeby nawiązania dialogu międzygeneracyjnego na wielu płaszczyznach.

## OEES on Tour
Poza jesienną krakowską edycją kongres ma także odsłonę całoroczną – Open Eyes Economy on tour. Jest to cykl mniejszych wydarzeń odbywających się w największych miastach Polski i wybranych innych miastach europejskich. Organizowane w ramach cyklu sesje, konferencje i seminaria są poświęcone m.in. gospodarce, ekonomii, edukacji, kulturze i problemom społecznymi, a sposób interpretacji tych zagadnień jest zakorzeniony w filozofii Open Eyes Economy.

## Publikacje
Z kongresem związane jest pismo „Open Eyes Magazine” ukazujące przedsięwzięcia i organizacje oparte na wartościach bliskich OEES. Porusza zagadnienia takie jak Fairtrade, czysta energia, gig economy czy upcykling, idea lokalności w biznesie czy zrównoważony rozwój. W ramach prac nad kongresem powstaje także seria wydawnictw książkowych – dotychczas ukazały się: Open Eyes Book, Open Eyes Book 2 i Open Eyes Book 3. Zawierają one teksty teoretyczne i naukowe analizy związane z ideami i tematyką OEES.